# 希特勒餐桌談話
希特勒餐桌談話（德語：Tischgespräche im Führerhauptquartier）是指一系列阿道夫·希特勒於第二次世界大戰期間發表的談話，其內容於1941年至1944年被記錄下來。希特勒的言論由海因里希·海姆、亨利·皮克和马丁·鲍曼記錄下來，後來由不同的編輯以不同的標題出版，並且被翻譯成四種語言。
馬丁·鮑曼是希特勒的私人秘書，他說服希特勒允許一組經過精挑細選的軍官們以速記的方式記錄他的私人對話以供後人參考。第一批記錄由律師海因里希·海姆於1941年7月5日至1942年3月中旬開始書寫。 接替他的是亨利·皮克，他於1942年3月21日至1942年8月2日間記錄下希特勒的私人對話，之後由海因里希·海姆和馬丁·鮑曼不時添加材料，一直持續至1944年。
這些談話是在元首總部的希特勒核心圈成員陪同下記錄的。這些談話涉及戰爭和外交事務，但也包括希特勒對宗教、文化、哲學、個人抱負以及對敵人和朋友的觀點。儘管餐桌談話通常被認為是真實的，但在已出版之作品的某些方面仍存在爭議。